# Nantes Metròpoli

Nantes Metròpoli

Nantes Metròpoli és una metròpoli francesa, situada al departament del Loira Atlàntic a la regió País del Loira però a la Bretanya històrica. Té una extensió de 523,36 kilòmetres quadrats i una població de 583.189 habitants (2009).
En població és la sisena intercomunalitat francesa i la tercera del Gran Oest francès en termes d'extensió després d'Angers i Rennes. També és membre de la xarxa Eurocities i des del 2009 hi presideix el fòrum cultura.

## Història
La història de la intercomunalitat està marcada per dates clau:
- 1967: creació de l'Associació Comunitària de la Regió de Nantes (ACRN) que comprèn 37 municipis. Aquesta és la primera agrupació institucional dels municipis de Nantes;
- 1970 en la dècada de 1970, a partir de la ACRN neixen associacions entre comunitats d'una sola funció per a implementar polítiques específiques, inclòs el transport, carreteres, sanejament, acció per a les persones amb discapacitat ... ;
- 1978: Creació de l'Agència d'Estudis Urbans de Nantes (Auran), primera eina de desenvolupament interurbà global;
- 1982: Creació, per iniciativa de l'alcalde de Nantes, Alain Chenard de Sindicat de intercomunal de funció múltiple de Nantes (SIMAN). Associa 19 comunes de les 21 i reflecteix el desig de garantir la coherència de les mesures adoptades per SIVU;
- 1992: Creació, per iniciativa de Jean-Marc Ayrault, del districte de Nantes amb competències fiscals pròpies;
- 1996: Creació de la Conferència Consultiva d'Aglomeració, que es va convertir en el Consell de Desenvolupament el 2001. Aquesta eina posa les bases d'una associació de la societat civil en decisions intercomunals;
- 1998: Creació de l'Agència de Desenvolupament Econòmic de Nantes (ADEAN), rebatejada en 2001 Desenvolupament Nantes Metròpoli;
- 2000: Aplicació de la taxa interprofessional única;
- 2001 a Llei relativa al reforçament i la simplificació de la cooperació intercomunal, el Districte es transforma en comunitat urbana, anomenada Comunitat Urbana de Nantes (CUN). Cap a 2004 canvià el nom a Nantes Metròpoli.
- 2015: La comunitat urbana es transforma en metròpoli.

## Competències
La comunitat urbana assegura 9 domanis de competències :
- Planificació i desenvolupament urbà
- Transports i desplaçaments urbans (xarxa de transports en comú en delegació de servei públic de la Semitan)
- Espais públics i carreteres
- Medi ambient
- Aigua
- Desenvolupament Econòmic i formació
- Desenvolupament Social
- Desenvolupament metropolità internacional
- Gestió de l'energia, producció i distribució de calor

## Composició
Nantes Metròpoli aplega actualment 24 comunes en una superfície total de 52 336 hectàrees. Entre les 24 comunes:
- 19 formen part de la unitat urbana de Nantes (determinada per l'INSEE sobre una base geogràfica), qui en compte 20; la comuna absent és Haute-Goulaine que forma part de la comunitat de comunes Sèvre, Maine i Goulaine ;
- 2 formen part de la unitat urbana de Bouaye : Bouaye i Saint-Aignan-Grandlieu ;
- 3 són comunes rurals : Brains, Mauves-sur-Loire i Saint-Léger-les-Vignes.

Totes formen part de l'àrea urbana de Nantes (que aplega 81 comunes), com a comunes del pol urbà (19) o com a comunes monopolaritzades (5).
| Nom                       | Població (2009) | Superfície (km²) | Codi postal | Codi INSEE | Remarques                             |
| ------------------------- | --------------- | ---------------- | ----------- | ---------- | ------------------------------------- |
| Basse-Goulaine            | 7.995           | 13,74            | 44115       | 44009      |                                       |
| Bouaye                    | 5.860           | 13,83            | 44830       | 44018      |                                       |
| Bouguenais                | 17.622          | 31,5             | 44340       | 44020      |                                       |
| Brains                    | 2.583           | 15,31            | 44830       | 44024      |                                       |
| Carquefou                 | 17.772          | 43,42            | 44470       | 44026      |                                       |
| La Chapelle-sur-Erdre     | 17.330          | 33,42            | 44240       | 44035      |                                       |
| Couëron                   | 18.573          | 44,03            | 44220       | 44047      |                                       |
| Indre                     | 3.986           | 4,72             | 44610       | 44074      |                                       |
| Mauves-sur-Loire          | 2.999           | 14,75            | 44470       | 44094      |                                       |
| La Montagne               | 5.997           | 3,64             | 44620       | 44101      | La comuna més petita                  |
| Nantes                    | 282.047         | 65,19            | 44000       | 44109      | La comuna més gran i la més poblada   |
| Orvault                   | 24.332          | 26,67            | 44700       | 44114      |                                       |
| Le Pellerin               | 4.325           | 30,65            | 44640       | 44120      | La comuna menys densament poblada     |
| Rezé                      | 38.214          | 13,78            | 44400       | 44143      |                                       |
| Saint-Aignan-Grandlieu    | 3.467           | 17,94            | 44860       | 44150      |                                       |
| Saint-Herblain            | 43.119          | 30,02            | 44800       | 44162      | 3a comuna més poblada del departament |
| Saint-Jean-de-Boiseau     | 4.943           | 11,4             | 44640       | 44166      |                                       |
| Saint-Léger-les-Vignes    | 1.507           | 6,49             | 44710       | 44171      | La comuna menys poblada               |
| Saint-Sébastien-sur-Loire | 24.726          | 11,65            | 44230       | 44190      |                                       |
| Sainte-Luce-sur-Loire     | 11.679          | 11,45            | 44980       | 44172      |                                       |
| Sautron                   | 6.850           | 17,28            | 44880       | 44194      |                                       |
| Les Sorinières            | 7.314           | 13,02            | 44840       | 44198      |                                       |
| Thouaré-sur-Loire         | 7.586           | 12,76            | 44470       | 44204      |                                       |
| Vertou                    | 21.333          | 35,68            | 44120       | 44215      |                                       |
| Total                     | 582.159         | 522,34           |             |            |                                       |

## Demographie
| 1968                                       | 1975    | 1982    | 1990    | 1999    | 2007    | 2009    |
| ------------------------------------------ | ------- | ------- | ------- | ------- | ------- | ------- |
| 411.555                                    | 460.825 | 475.229 | 505.076 | 554.601 | 580.502 | 582.159 |
| Des de 1962: població sense dobles comptes |         |         |         |         |         |         |